# Gérard Barray
Gérard Barray, geboren als Gérard Marcel Louis Baraillé (Toulouse, 2 november 1931 – Marbella, 15 februari 2024) was een Franse acteur.

## Biografie
De ouders van Gérard Barray, een fabriekseigenaar en zijn moeder, die drie talen had gestudeerd, scheidden kort na zijn geboorte. Hij verhuisde met zijn moeder naar Montauban, waar ze een kraamkliniek runde. Gérard Barray voltooide zijn opleiding in Toulouse en speelde jazz mee. Hij begon medicijnen te studeren, maar verhuisde al snel naar Parijs met een aanbevelingsbrief van de actrice Camille Ricard, die zijn acteertalent had ontdekt in Toulouse, waar hij in dienst was van de toneelgroep van Noël Roquevert. Hij volgde lessen aan de Cours Simon en ontving na vier jaar de juryprijs.
Barray werd in de jaren 1960 in Duitsland bekend als mantel- en degenheld, bijvoorbeeld als D'Artagnan in de tweedelige Les Trois Mousquetaires en in de hoofdrol in de twee films over de avonturier Robert Surcouf (Surcouf, l'eroe dei sette mari, Il grande colpo die Surcouf). Als een filmserieheld was hij ook geabonneerd als Chevalier de Pardaillan en commissaris San Antonio. Toen Barray zich in 1969 (en het Duitse publiek in 1973) van zijn duistere kant liet zien in de thriller Le témoin (moordgetuige Claude Jade valt voor hem), bleven de fans bij hem, maar het bleef zijn laatste grote hoofdrol. De man die schermiconen als Mylène Demongeot, Claude Jade, Anna Karina, Hildegard Knef, Bernadette Lafont en Sylva Koscina mocht verleiden, had het in de jaren 1970 minder druk, maar had wel met Abre los ojos, het origineel voor de Tom Cruise-remake Vanilla Sky, een comeback.

## Privéleven
Toen hij Don Alfonso speelde in de Karl May-tweedelige Der Schatz der Azteken en Die Pyramide des Sonnengottes, ontmoette hij zijn toekomstige vrouw, de Spaanse flamencodanseres Teresa Lorca. Ze trad op als Karja in de twee films. Hij trouwde in juli 1965 in Montauban met Lorca. Ze werd de moeder van zijn kinderen Julien en Marie. Barray brengt zijn pensioen door in Andalusië.
In januari 2010 ontving Barray de Ordre des Arts et des Lettres.
Barray overleed op 15 februari 2024 op 92-jarige leeftijd.

## Filmografie
- 1960: L'eau à la bouche
- 1961 - Le Capitaine Fracasse
- 1961: Les Trois Mousquetaires
- 1961: I fratelli Corsi
- 1962: Le chevalier de Pardaillan
- 1963: Shéhérazade
- 1963: La máscara de Scaramouche
- 1964: Gibraltar
- 1964: Hardi Pardaillan!
- 1965 - Der Schatz der Azteken
- 1965 - Die Pyramide des Sonnengottes
- 1966: Baraka sur X 13
- 1966 - The Sea Pirate
- 1966: Il grande colpo die Surcouf
- 1966: Commissaire San Antonio: Sale temps pour les mouches
- 1967: Tendres requins
- 1968: Flammes sur l’Adriatique
- 1968: Béru et ces dames
- 1969: Le témoin
- 1972: Un verano para matar
- 1982: Othello, el comando negro
- 1997 - Abre los ojos
- 2000 - Sexy Beast